# 粉瘤腫

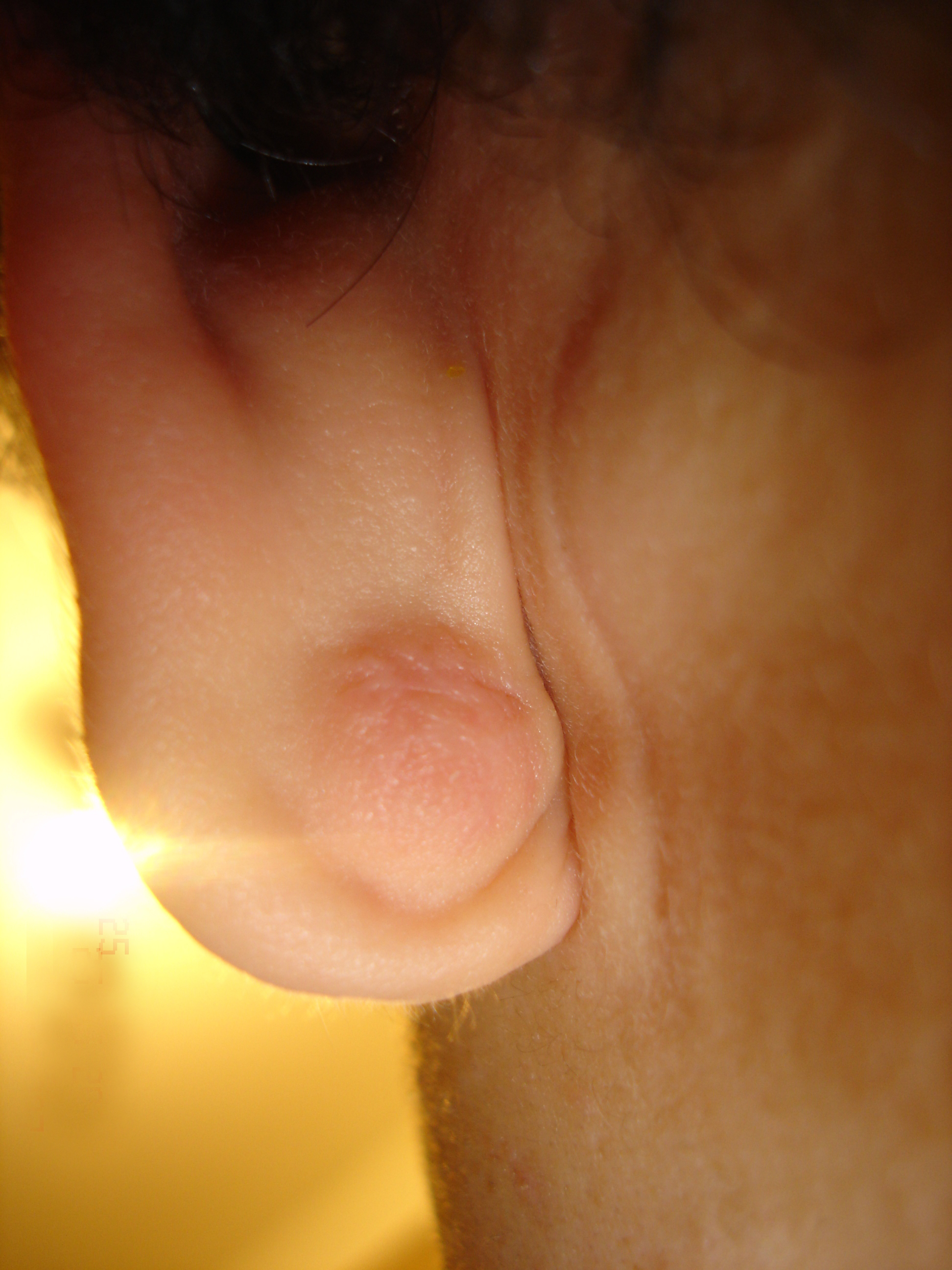
耳垂に生じた粉瘤

粉瘤腫（ふんりゅうしゅ）、粉瘤とは、本来ならば新陳代謝によって表皮から剥がれ落ちる垢などの老廃物が、皮膚内部（真皮）や皮下に溜まることによってできる良性の嚢胞性病変の総称である。なお、国内ではアテローマ（atheroma）、アテロームの呼称も一般的だが、英語では正式には表皮嚢胞（epidermal cyst）あるいは類表皮嚢胞（epidermoid cyst）と呼ばれる。atheromaは「-oma」という接尾語を持つが、新生物とは考えられていない。

## 概要

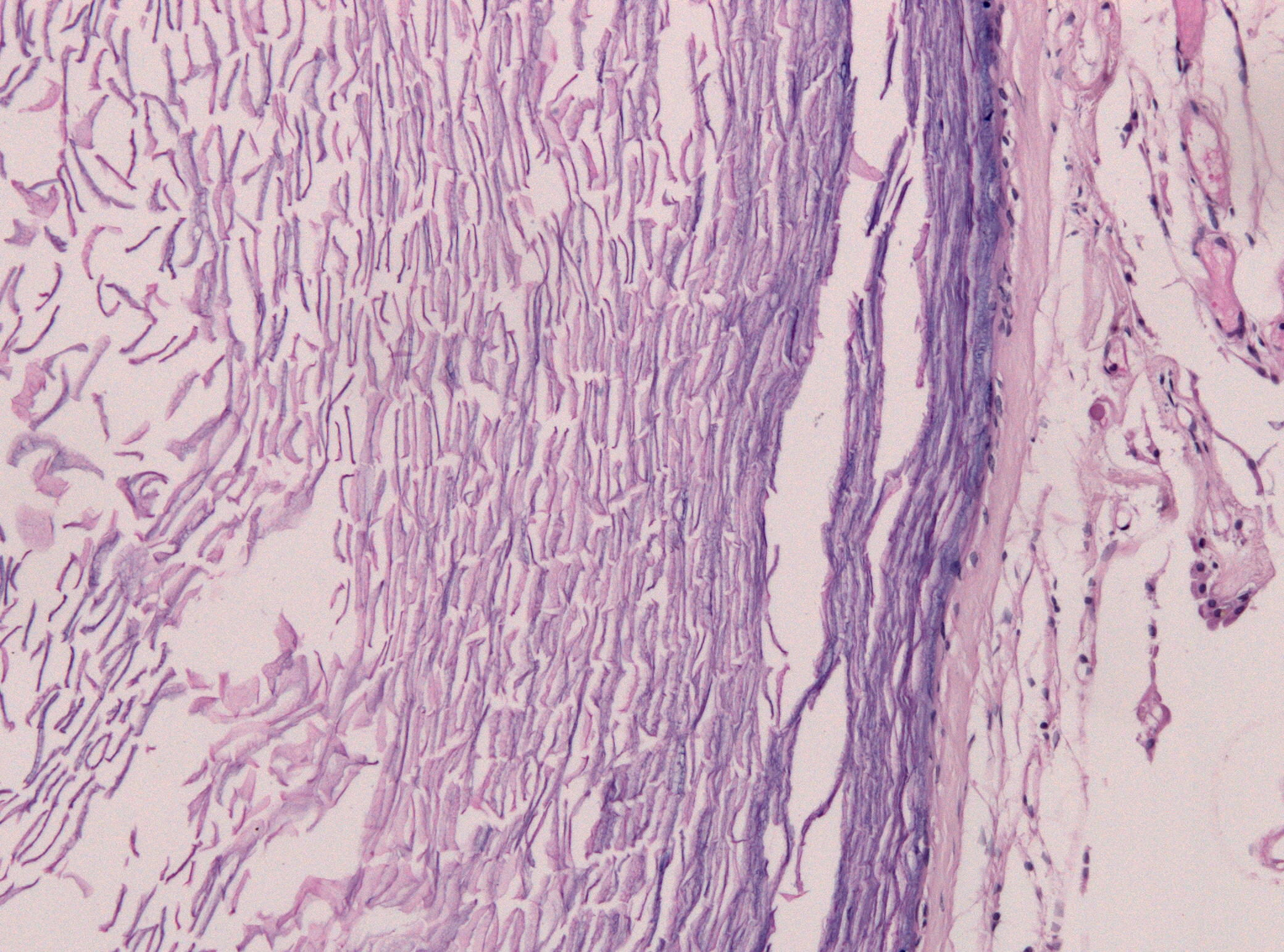
粉瘤腫の組織像
_{角質層が垢となって腫内に溜まっている}

体表の上皮組織すなわち表皮の細胞は基底層で細胞分裂し、表層に押し出されたものは徐々に細胞質内にケラチンを貯留し（＝角化）、最後にはほとんどケラチンのみから成る扁平な死細胞が層板状に積み重なったもの、すなわち角質となり、垢として剥がれる。しかし、本来は上皮組織が存在しない皮膚内部に表皮と同様の重層扁平上皮が出現すると、周りの結合組織から遠い側＝組織の中心部にこの角質を生じる。皮膚表面に開口部（「臍」と呼ばれる）を持つことが多い。ただし、この開口部は固化した老廃物などによってふさがれており、老廃物は体外へ排泄されず、重層扁平上皮が薄く老廃物を取り囲む。よって、手術によって摘出した粉瘤腫は老廃物を納めた袋状を呈する。新陳代謝に伴い腫大する。

## 原因
多くの粉瘤腫は、毛根を形成する組織の1つ、毛漏斗（infundibular portion of the hair follicle）に由来するという説が有力である。同じ場所への刺激などにより、毛包全体が毛漏斗の細胞に化生してしまったものと言われている。この立場からはこの病変を毛漏斗嚢胞（infundibular cyst）と呼ぶ。
皮膚に外傷を負った際に、表皮や皮膚付属器の基底細胞が真皮内に封入されて生じる場合もあり、これを外傷性粉瘤あるいは表皮封入嚢胞と呼ぶ。この場合、できる場所は手のひらや足の裏が挙げられる。

## 症状
初期の状態では皮膚の下にしこりが見られるにとどまり、皮膚表面上は症状が現れないことが多いため、自覚することは少ないが、経過すると次第に肥大化する。この時点で、老廃物を無理やり皮膚外へ搾り出す行為は、感染症を引き起こす恐れがあるため、望ましくない。腫瘍内の老廃物に細菌が感染した場合は皮膚下で炎症を起こすために痛みを伴うようになり、化膿する場合もある。
また、内側に向かって破裂し、体内に膿が入った場合、場所によっては腹膜炎や胸膜炎、リンパ管炎を引き起こし、最悪の場合は死に至るケースもあるため不用意につぶすのは危険が伴う。
しかしその進行度合には個人差があり、肥大化が極めて緩徐で何十年経っても外見的にほぼ変化がない場合や、肥大化が進行しても全く炎症を起こさないこともある。そのため、しこりが確認できてから10 - 20年近く経って、炎症が発生し痛みを生ずるようになったり、しこりが大きくなってから初めて医療機関を受診するケースも少なくない。
腫瘤（こぶ）ができやすい場所としては顔や首、背中、耳の裏があるものの、皮膚ならどこでもできる可能性があり、女性の性器（小陰唇）に生じる例や、多発する場合もある。
粉瘤に似ている病気には皮様嚢腫や側頸嚢腫、正中頸嚢腫、耳前瘻孔などがあり、腫瘍がどこの皮膚に現れるかで鑑別すべき病気が異なる。
また、数カ月で急に大きくなった粉瘤の中から基底細胞癌が発見された例もある。

## 治療法
受診に適しているのは皮膚科、形成外科、外科等。
粉瘤自体は良性の疾患であり、もっぱら感染時の抗菌薬投与による炎症の抑止に重点が置かれ、特に緊急性もないため生活上支障を来たさなければ切除の是非は本人の意志に委ねられることが多い。体質上できやすい人もおり、炎症が起きない限り気づかず放置している患者も多い一方で、再発の煩わしさを避けるため進んで切除を求める患者もいる。
根本的解決には、局所麻酔を施しメスで切開して袋ごと切除する手術が行われるのが一般的である。腫瘤が小さい場合は、円筒状メスや電気メスなどで数mmほどの穴を開口し、溜まった老廃物を圧迫することで外に掻き出し袋を取り出す、くりぬき法（へそ抜き法）と呼ばれる施術を行うことがある。低侵襲で施術時間が短く、切開手術に比べて完治後の痕が残りにくいが、完治までの時間は長くなることや、足の裏には適さないといった欠点がある。袋の除去が完全であれば、ほぼ再発しない。
すでに感染症を起こしている場合には、局所麻酔または全身麻酔を施しメスで切開を行い、袋の中の老廃物を排出し洗浄する処置や、抗菌薬の投薬等を行う（一方のみの場合や、併用する場合もある）。患部の炎症が落ち着いた後に袋の切除が試みられる。